# Помірні мішані ліси Азорських островів
Помірні мішані ліси Азорських островів (ідентифікатор WWF: PA0403) — палеарктичний екорегіон помірних широколистяних та мішаних лісів, розташований на Азорських островах в Атлантичному океані. Ці вулканічні острови є автономним регіоном Португалії і лежать на відстані 1500 км на захід від материкової частини країни.

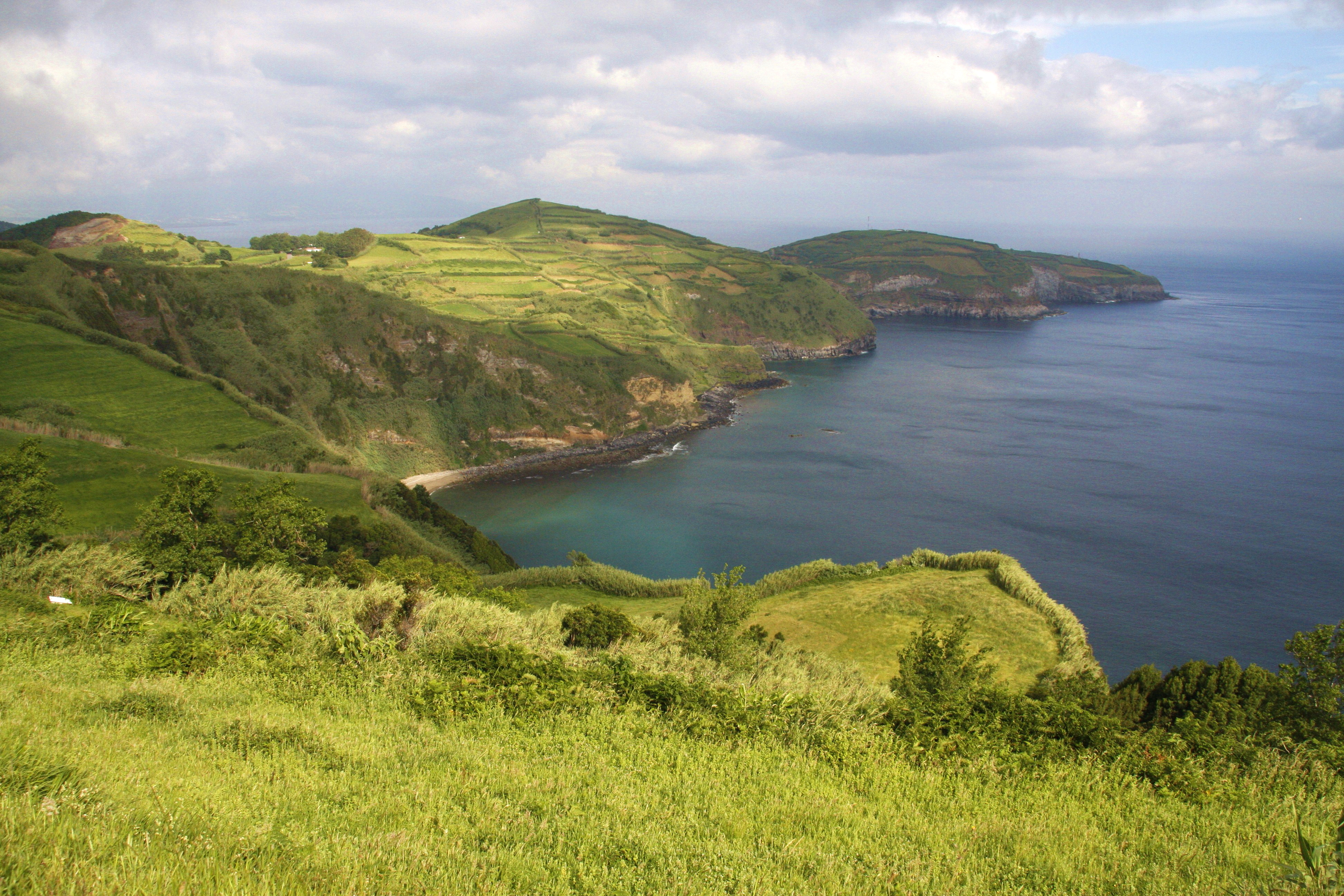
Прибережна рослинність на острові Сан-Мігел

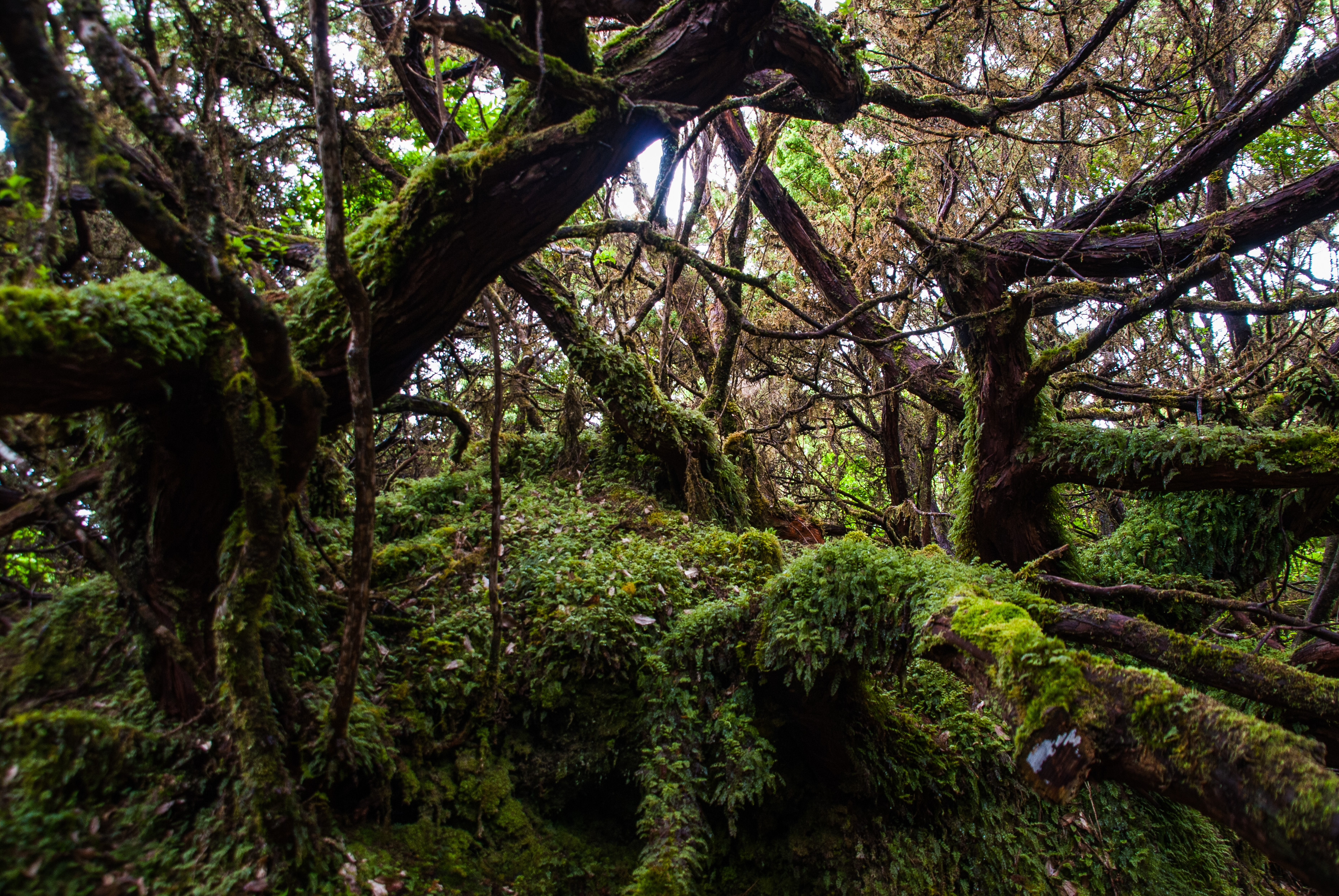
Лаурісілва на острові Терсейра

## Географія
Розташований у центрі Атлантичного океану, в 1500 км від Португалії та в 3900 км від східного узбережжя Північної Америки, Азорський архіпелаг є однією з найвіддаленіших груп островів в Атлантиці. Він складається з дев'яти головних островів, які простягаються на понад 600 км у напрямку північний захід-південний схід. Острови утворюють три групи: Флореш і Корву розташовані на заході; Грасіоза, Терсейра, Сан-Жорже, Піку та Фаял розташовані в центрі; а Сан-Мігел, Санта-Марія та острівці Формігаш розташовані на сході архіпелагу. Сан-Мігел є найбільшим і найбільш густонаселеним з островів.
Острови круто піднімаються з моря. Гора Піку на однойменному острові висотою 2351 м є найвищою вершиною Азорських островів, а також найвищою горою Португалії. Піку є порівняно молодим вулканом. найбільшим у центральній Атлантиці. У XVIII столітті на цій горі відбулися флангові виверження потоків лави. З фумарол на її вершині регулярно спостерігаються висхідні потоки теплих газів, і вважається, що лавове озеро на вершині гори та шлаковий конус утворилися протягом останніх 1000 років. Розташований на перетині Євразійської, Африканської та Північноамериканської тектонічних плит, архіпелаг має нестабільну геологічну природу і продовжує відчувати землетруси та вулканічну активність. Острови усіяні такими утвореннями, як сірчані гроти та підземне озеро Грасіози, вулканічні конуси долини Фурнаш на Сан-Мігелі та базальтові колони Роша-дус-Бордойнс на Флореші. 

## Клімат
На Азорських островах панує помірний морський клімат, який знаходиться під сильним пом'якшувальним впливом Гольфстриму. На висоті нижче 500 м над рівнем моря не буває заморозків, середня температура влітку становить 21°C, а взимку — 14,5°C.

## Флора
Первісна флора архіпелагу була переважно знищена після приходу колонізаторів. Основним видом, який відродився на старих рівнинних потоках лави, є вічнозелене вогняне дерево (Myrica faya). Ця рослина, початково поширена на Азорських островах та Мадейрі, стала інвазивною проблемою на інших островах, таких як Гаваї, куди вона була завезена.
На висоті понад 500 м над рівнем моря зростає типова макаронезійська лаурісілва — густий, вічнозелений чагарниковий ліс, основу якого складають азорські лаври (Laurus azorica), ендемічні азорські яловці (Juniperus brevifolia), азорські пікконії (Picconia azorica) та азорські еріки (Erica azorica). Ці лаврові ліси найкраще збереглися на островах Піку, Терсейра та Сан-Мігел. Супутніми рослинами в цих лісах є такі кущі, як канарський падуб (Ilex perado subsp. azorica), азорська калина (Viburnum treleasei) та азорська чорниця (Vaccinium cylindraceum), високий кущ з ефектними темно-рожевими квітами.
На островах Флореш і Терсейра зустрічаються високогірні торф'яні болота, дуже багаті на ендемічні види. Вони перебувають у безпосередній небезпеці через надмірне випасання худоби. Флора мохоподібних дуже багата на відміну від судинної флори, налічує близько 450 видів, рівень її ендемізму становить 5%. Піку є одним із небагатьох достатньо високих островів у тропічній і помірно теплій зоні, щоб побачити верхню межу лісу та альпійську рослинність, причому межа лісу на ньому знаходиться на значно нижчій висоті, ніж на материку.

## Фауна
Серед ссавців, присутніх в екорегіоні, єдиними місцевими видами є кажани — велика нічниця (Myotis myotis) та ендемічна азорська вечірниця (Nyctalus azoreum). Найвизначнішою фауною Азорського архіпелагу є популяції осілих і перелітних птахів. На островах гніздяться близько 36 видів птахів, 7 з яких були інтродуковані. Ендемічний азорський снігур (Pyrrhula murina) зустрічається у лаврових лісах на сході острова Сан-Мігел. Цей вид класифікується МСОП як вразливий, його популяція нараховує лише 750–2600 птахів. Також ендеміком Азорського архіпелагу є азорський зяблик (Fringilla moreletti). На островах регіону гніздяться такі морські птахи, як азорські тайфунники (Pterodroma feae), тонкодзьобі бульверії (Bulweria bulwerii), малі буревісники (Puffinus puffinus), канарські буревісники (Puffinus baroli) та мадерійські качурки (Oceanodroma castro).

## Збереження
Азорські острови були відкриті та заселені португальськими мореплавцями у XV столітті. До заселення острови були переважно вкриті лісом. Поселенці вирубали більшу частину лісів для ведення сільського господарства та на пасовища. На острови були завезені велика рогата худоба, вівці та кози, а також сірі пацюки (Rattus norvegicus), чорні пацюки (R. rattus), хатні миші (Mus musculus domesticus), європейські їжаки (Erinaceus europaeus), європейські кролі (Oryctolagus cuniculus), малі ласиці (Mustela nivalis) та лісові тхори (M. putorius furo). Інтродуковані травоїдні тварини змінили екологію острова через випас худоби, а інтродуковані хижаки полювали на місцеві види, зокрема на птахів, які не були пристосовані до хижаків, а також на їхні яйця.
Екзотичні рослини були інтродуковані на острови з метою отримання деревини, висаджені у вигляді вітрозахисних смуг та як садові рослини. Зокрема до таких рослин належать Cryptomeria japonica, Pittosporum undulatum, Hedychium gardnerianum, Carpobrotus edulis, Gunnera tinctoria, Hydrangea macrophylla та мадерійська Clethra arborea. Ці рослини поширилися в дикій місцевості, де вони витісняють місцеві рослини та змінюють середовища проживання місцевих тварин. Азорський снігур живиться кількома видами місцевих рослин: азорською чорницею та азорськими любочками (Leontodon filii) у серпні-вересні та азорським падубом у березні-квітні. Втрата цих харчових рослин призвела до зменшення популяції виду. Між 2003 і 2008 роками в рамках фінансованого ЄС проекту було видалено екзотичні види та пересаджено місцеві харчові рослини у спеціальній орнітологічній території на горі Піку-да-Вара на Сан-Мігелі, і місцева популяція снігурів згодом відновилася.
Оцінка 2017 року показала, що 629 км², або 26 % екорегіону, є заповідними територіями. Ще 20 % архіпелагу покриті лісами і знаходяться поза межами природоохоронних територій.